# الشيعة في نيجيريا
يعيش في نيجيريا أقلية شيعية وبخاصة في مدينة زاريا ب ولاية كادونا في نيجيريا يقدر عددهم بالملايين، تنظمهم (المنظمة الإسلامية) التي يرأسها الشيخ إبراهيم زكزكي.

## البداية
ولم يكن التشيع قد عرف في نيجيريا حتى عام 1980، حيث كانت البداية مع الشاب إبراهيم الزكزاكي الحاصل على بكالوريوس الاقتصاد من جامعة أحمد بن بللو، حيث اعتنق المذهب الشيعي وبدأ في نشره داخل البلاد، وقرأ الترجمات الإنجليزية للكتب الشيعية التي كانت توزعها سفارة إيران مجانا، وحافظ الزكزاكي على قاعدة التقية في عدم إظهار مذهبه لحوالي 15 عاماً، حتى ظهرت في عام 1995 حقيقة تشيعه عندما أجرت معه إحدى الصحف الإيرانية حواراً.

## عوامل انتشار التشيع
من العوامل التي ساعدت على نشر المذهب الشيعي في نيجيريا دعم الجمهورية الإسلامية الإيرانية للمذهب من جهة وانتشار الطرق الصوفية كالتيجانية والقادرية من جهة أخرى.

## أماكن الانتشار
تتباين التقديرات بشأن أعداد الشيعة في نيجيريا، فيقول البعض إنهم ما بين خمسة إلى 17 في المئة من عدد المسلمين في البلاد الذي يبلغ حوالي مئة مليون.

## ردة الفعل السنية
الدول السنية وبخاصة الخليجية منها كثفت نشطاتها الدعوية في أكبر بلد مسلم في أفريقيا من خلال اقامة المدارس والجامعات ومحاولة استقطاب طلبة العلم النيجريين، بالإضافة أن البعض من الوسط السني في نيجيريا رفض ممارسات الشيعة لمذهبه مما أدى لوقوع الكثير من الصدامات الدموية راح ضحيتها العشرات من أبناء الشيعة.